# Mary Elizabeth Flores
Mary Elizabeth Flores Flake más conocida como Lizzy Flores (Tegucigalpa, 6 de diciembre de 1973) es una periodista, abogada, política y diplomática hondureña que, desde 2010 hasta 2022, fue embajadora de Honduras ante la ONU.

## Biografía
Mary Elizabeth Flores nació en la ciudad de Tegucigalpa, M.D.C. del departamento de Francisco Morazán, el 6 de diciembre de 1973, hija del expresidente Carlos Flores Facussé y de Mary Carol Flake. Realizó sus estudios secundarios en la Escuela Americana de Tegucigalpa y posteriormente ingresó a la Universidad Estatal de Louisiana (Louisiana State University) en Baton Rouge, Estados Unidos. Se graduó en periodismo como Licenciada en Comunicaciones en la Universidad de Loyola (Nueva Orleans) convirtiéndose en miembro de la Kappa Tau Alpha por su trabajo académico de excelencia y como abogada en la Universidad Nacional Autónoma de Honduras (UNAH) en 2009.
Militante en el Partido Liberal de Honduras trabajó en el departamento de desarrollo de la juventud en el año 2000.  En 2005 se presentó a las elecciones y durante el gobierno de Manuel Zelaya Rosales fue elegida diputada por el departamento de Francisco Morazán ante el Congreso Nacional de Honduras en el periodo 2006 a 2010. En 2007 fue seleccionada para representar a Honduras en la comunidad de Líderes Jóvenes del Mundo establecida en 2005 por el Foro Económico Mundial.
De enero de 2006 a enero de 2008 asumió la vicepresidencia primera del Congreso Nacional de Honduras.
El 21 de abril de 2010 fue juramentada como embajadora de Honduras ante la Organización de las Naciones Unidas, sustituyendo a Jorge Arturo Reina y actualmente ejerce este cargo.
Ha trabajado como columnista en el diario La Tribuna.
En febrero de 2018 su candidatura fue finalista  junto a la de la diplomática ecuatoriana María Fernanda Espinosa a presidir la Asamblea General de las Naciones Unidas. Finalmente la elegida para ocupar el cargo fue la diplomática ecuatoriana.

## Ascendencia
Bosquejo del Árbol Genealógico de la Abogada Mary Elizabeth Flores Flake.
|  |                                  |  |  |  |  |  |  |  |  |  |  |  |  |  |  |  |
|  | 8. Carlos Alberto Flores         |  |  |  |  |  |  |  |  |  |  |  |  |  |  |  |
|  |                                  |  |  |  |  |  |  |  |  |  |  |  |  |  |  |  |
|  |                                  |  |  |  |  |  |  |  |  |  |  |  |  |  |  |  |
|  | 4. Óscar Armando Flores Midence  |  |  |  |  |  |  |  |  |  |  |  |  |  |  |  |
|  |                                  |  |  |  |  |  |  |  |  |  |  |  |  |  |  |  |
|  |                                  |  |  |  |  |  |  |  |  |  |  |  |  |  |  |  |
|  | 9. Celsa Midence Palada          |  |  |  |  |  |  |  |  |  |  |  |  |  |  |  |
|  |                                  |  |  |  |  |  |  |  |  |  |  |  |  |  |  |  |
|  |                                  |  |  |  |  |  |  |  |  |  |  |  |  |  |  |  |
|  | 2. Carlos Roberto Flores Facussé |  |  |  |  |  |  |  |  |  |  |  |  |  |  |  |
|  |                                  |  |  |  |  |  |  |  |  |  |  |  |  |  |  |  |
|  |                                  |  |  |  |  |  |  |  |  |  |  |  |  |  |  |  |
|  | 5. Margarita Facussé             |  |  |  |  |  |  |  |  |  |  |  |  |  |  |  |
|  |                                  |  |  |  |  |  |  |  |  |  |  |  |  |  |  |  |
|  |                                  |  |  |  |  |  |  |  |  |  |  |  |  |  |  |  |
|  | 1. Mary Elizabeth Flores Flake   |  |  |  |  |  |  |  |  |  |  |  |  |  |  |  |
|  |                                  |  |  |  |  |  |  |  |  |  |  |  |  |  |  |  |
|  |                                  |  |  |  |  |  |  |  |  |  |  |  |  |  |  |  |
|  | 3. Mary Carol Flake de Flores    |  |  |  |  |  |  |  |  |  |  |  |  |  |  |  |
|  |                                  |  |  |  |  |  |  |  |  |  |  |  |  |  |  |  |
|  |                                  |  |  |  |  |  |  |  |  |  |  |  |  |  |  |  |